# تایتان‌ها
تایتان‌ها یا پسر من، قهرمان (ایتالیایی عنوان: Arrivano i titani - بازگشت تایتان‌ها؛ عنوان جایگزین بریتانیایی: پسران رعد) یک فیلم کمدی شمشیر و صندل اسطوره‌ای ۱۹۶۲ به کارگردانی دوچو تساری و با بازی جولیانو جما، ژاکلین ساسار، پدرو آرماندریز، آنتونلا لوالدی و سرژ نوبرت.

## طرح
پادشاه کرت، کادموس، برای اینکه بتواند با معشوق شیطانی خود ارمیونه زندگی کند، به تازگی همسرش را به قتل رسانده است. به خاطر این کار، یک پیامبر او را به نام خدایان نفرین می‌کند و پیشگویی می‌کند روزی که دختر نوزادش آنتیوپ عاشق یک مرد شود، روزی است که او می‌میرد. خشمگین از قضاوت خدایان، و ناتوان برای کشتن آنتیوپی در آن محل (مبادا نفرین خودش بلافاصله تحقق بخشد)، کادموس خودشیفته از خدایان دست می‌کشد و خود را یگانه معرفی می‌کند. برای این منظور، او و ارمیونه تحت درمان بخارهای عرفانی قرار می‌گیرند که بدن آنها را رویین‌تن می‌کند (به جز یک نقطه مهم در قفسه سینه ارمیونه که بدون احتیاط پوشانده شده‌است).
هنگامی که آنتیوپی به سن مناسب رسید، کادموس قصد دارد تا او را به عنوان یک کشیش در خدمت او قرار دهند تا او را در زندگی پاکدامنی و عفت پاک از دنیای مردان دور کنند. زئوس که از این قصد عصبانی شده بود، سرانجام تصمیم گرفت یک نماینده را برای انجام پیشنهادات خود بفرستد. او به تیتان‌ها روی می‌آورد، که هنوز در گودال‌های تارتاروس زندانی است و به آنها پیشنهاد می‌کند اگر جوانترین و ضعیف‌ترین، اما باهوش‌ترین نفر آنها، کریوس، موافقت کند که کادموس را به دنیای زیرین بیندازد، آنها را آزاد کند.

## بازیگران
- پدرو آرماندریز: کادموس
- جولیانو جما: کریوس
- آنتونلا لوالدی: ارمیونه
- ژاکلین ساسار : آنتیوپ
- سرژ نوبرت: راتور
- جرارد سیتی: آشیل
- تانیا لوپر: لیسینا
- اینگرید شولر: امراته
- فرانکو لانتییری: تارته
- ایزارکو راوائیولی : سنتینلا
- فرناندو ری: کشیش اعظم

## پخش
تایتان‌ها در ۴ مه ۱۹۶۲ در ایتالیا پخش شد.  این فیلم در ۳۱ اوت ۱۹۶۲ در فرانسه با عنوان Les Titans منتشر شد.
در ۱۸ سپتامبر ۱۹۶۳ با ۱۱۱ دقیقه زمان اجرا در ایالات متحده پخش شد. 

## استقبال
صحنه‌های عاشقانه گلیانو گما با ژاکلین ساسار از قانع کننده‌ترین این ژانر قلمداد شده‌اند و به‌طور کلی فیلم را «شاهکار سینمای ایتالیا» خوانده‌اند.  

### کتابشناسی - فهرست کتب
- Hughes, Howard (2011). Cinema Italiano - The Complete Guide From Classics To Cult. London - New York: I.B.Tauris. ISBN 978-1-84885-608-0.
- Kinnard, Roy; Crnkovich, Tony (2017). Italian Sword and Sandal Films, 1908-1990. McFarland. ISBN 978-1-4766-6291-6.